# Stenogyne kanehoana
Stenogyne kanehoana är en kransblommig växtart som beskrevs av Otto Degener och Earl Edward Sherff. Stenogyne kanehoana ingår i släktet Stenogyne och familjen kransblommiga växter. Inga underarter finns listade i Catalogue of Life.

## Bildgalleri

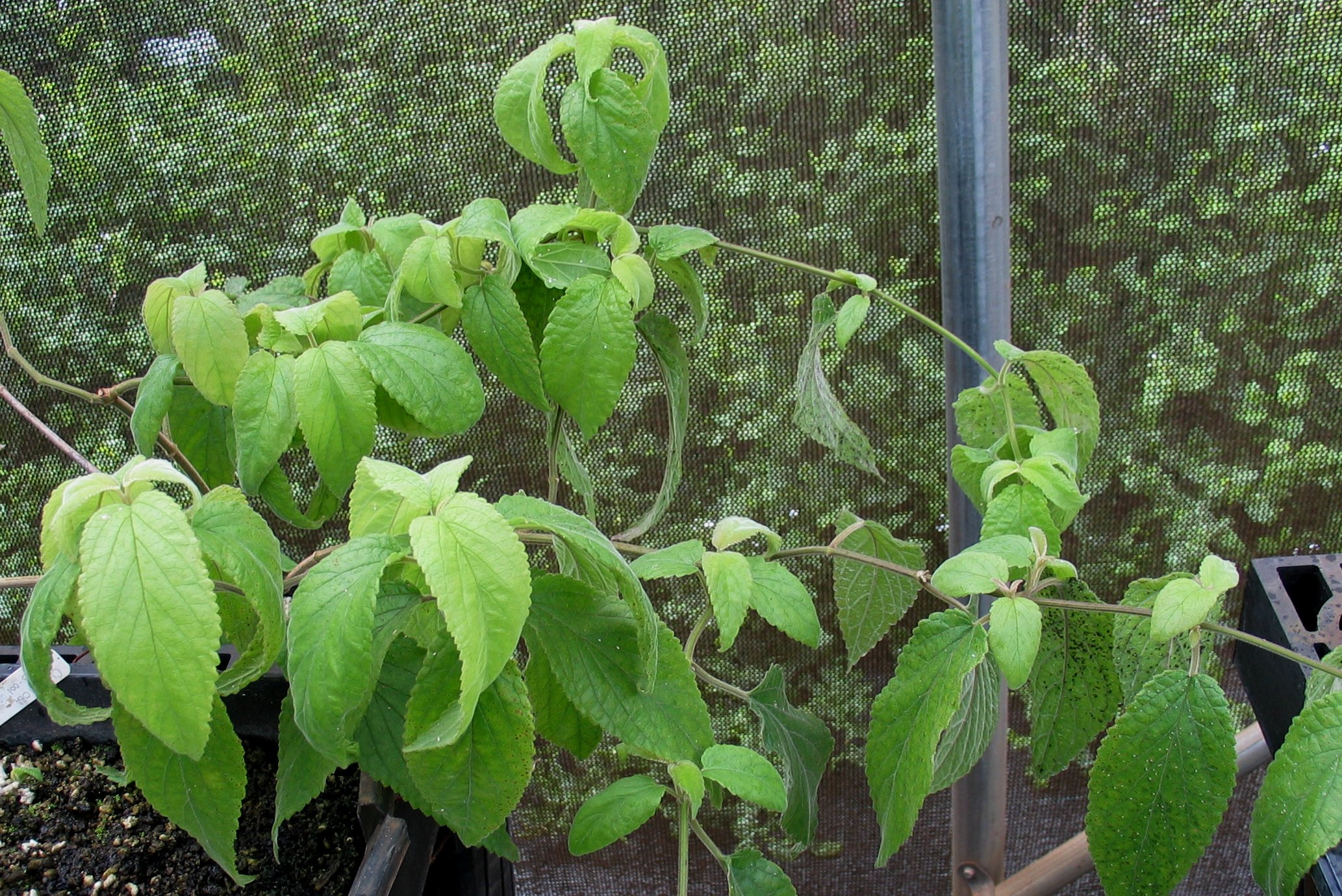